# Donja Pačetina
Donja Pačetina – wieś w Chorwacji, w żupanii krapińsko-zagorskiej, w gminie Sveti Križ Začretje. W 2011 roku liczyła 729 mieszkańców.